# Constitution Hill

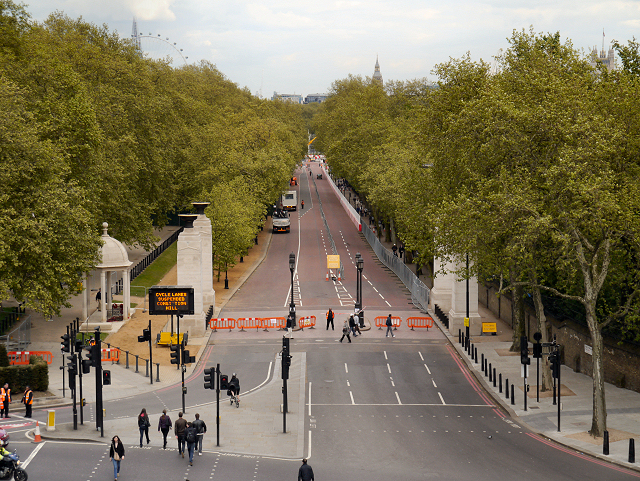
Uma vista acima da Constitution Hill, a partir do terraço do leste do Arco de Wellington.

Constitution Hill é uma estrada na cidade de Westminster, em Londres. Ele se conecta a extremidade ocidental da The Mall (em frente do Palácio de Buckingham) com Hyde Park Corner, e faz fronteira com Buckingham Palace Gardens e Green Park. O termo "Hill" é algo de um equívoco; há inclinação quase imperceptível, mas a maioria dos observadores considera a estrada como plana. Uma antiga pista nesta rota foi reforçada em conexão com o desenvolvimento do Palácio de Buckingham na década de 1820. Ele formou uma rota oficial do palácio do Hyde Park. Ele agora está fechada ao trânsito aos domingos.
A estrada obteve seu nome no século XVII a partir de hábito do rei Carlos II de tomar "constitucional" anda lá. No mapa de Strype de 1720, é marcado "Road to Kensington". No mapa de John Smith de 1724, ele é chamado de "Constitution Hill".
Ele foi palco de três tentativas de assassinato contra a rainha Vitória em 1840 (por Edward Oxford), 1842 (por John Francis) e 1849 (por William Hamilton). Em 1850, o ex-primeiro-ministro conservador Sir Robert Peel foi atirado de seu cavalo em Constitution Hill pelo portão em Green Park; ele sofreu uma lesão fatal e morreu três dias depois.
O Arco de Wellington em Hyde Park Corner era originalmente o ponto culminante da rota, mas o efeito é um pouco nulo, agora que o Arco está no centro de uma ocupada ilha de tráfego. Há um recente memorial de guerra para os soldados da Commonwealth próximo ao topo da Constitution Hill, pouco antes de Hyde Park Corner; o memorial é conhecido como o Memorial Gates.